# Reacció de Kolbe-Schmitt
La reacció de Kolbe-Schmitt o procés Kolbe és una reacció de carboxilació del fenol en medi bàsic, amb una acidificació posterior, per obtenir àcid salicílic, el precursor de l'aspirina.
El descobriment d'aquesta reacció es deu als químics alemanys Hermann Kolbe i Rudolf Schmitt.

## Mecanisme de la reacció
La reacció de Kolbe-Schmitt té lloc a través de l'addició nucleofílica d'un fenolat al diòxid de carboni per donar el salicilat. El pas final és la reacció del salicilat amb àcid per formar l'àcid salicílic.